# Michiel Andrieszoon
Michiel Andrieszoon (fl. 1683-1684) fue un bucanero holandés que se desempeñó como lugarteniente del capitán Laurens de Graaf. Comandaba el le Tigre, con una tripulación de 300 hombres y entre 30 y 36 cañones. Ocasionalmente se lo conoce en inglés como Michel o Mitchell, y a menudo se le da erróneamente el apodo de "Bréha Michiel".
En 1683, fue uno de los líderes del ataque a Veracruz . Esta fue una de las últimas incursiones bucaneras importantes en el territorio español e incluyó a capitanes como Yankey Willems, Nicholas van Hoorn y Michel de Grammont . Estaba con De Graaf cuando se reunieron con el resto de la flota de Petit-Goâve en febrero de 1683. Los dos hombres tenían dos barcos, una barcaza y una balandra, y 500 hombres. Andrieszoon participó en el asalto de barcos españoles en la Bahía de Honduras y frente a las costas de América Central durante varias semanas. Llegaron a Veracruz el 17 de mayo y, después de un reconocimiento, atacaron al amanecer de la mañana siguiente y saquearon con éxito el bastión español.
A fines de noviembre, Andrieszoon estaba en el Graff, con bucaneros como Yankey Willems, Francois Le Sage y varios otros para la incursión en Cartagena. Cuando el virrey Juan de Pando Estrada fue informado de la presencia de los bucaneros, ordenó que tres barcos de guerra españoles los confrontaran. El 23 de diciembre, el escuadrón zarpó para encontrarse con la flota enemiga. Al mando del capitán Andrés de Pez y Malzarraga, de 26 años, se encontraban el San Francisco con 40 cañones, el Paz con 34 cañones y una galeota con 28 cañones con 800 soldados. Los bucaneros en lugar de huir, rodearon con los barcos más pequeños a los españoles, confundiendo a sus artilleros. El San Francisco encalló al principio de la batalla, la galeota fue capturada por Willems, mientras que el Paz atacó después de cuatro horas de lucha. Las bajas fueron relativamente moderadas, con solamente veinte bucaneros y noventa soldados fallecidos, mientras que el resto fue capturado como prisioneros.. Los bucaneros tomaron los barcos de guerra para sí mismos, De Graaf levantó el San Francisco y lo convirtió en su nuevo buque insignia, y luego liberó a los prisioneros con un mensaje para el gobernador agradeciéndole el regalo de Navidad. Andrieszoon se quedó con el Paz y le dio el Tigre a Le Sage. Es probable que Andrieszoon se quedara con la expedición durante aproximadamente tres semanas, todo ese tiempo que mantuvieron el bloqueo, antes de que De Graff se dirigiera al noroeste hacia las islas de Roatán y Saint Domingue.
Durante los dos años siguientes, Andrieszoon volvió al Caribe en compañía de Willems. Juntos, abordaron barcos cercanos a Cuba antes de dirigirse hacia el norte para reabastecerse en Nueva Inglaterra. Después, él y varios compañeros llevaron a cabo ataques en territorio español y finalmente saquearon Campeche en 1685 antes de regresar a Santo Domingo para retirarse..